# Calciatori della nazionale saarlandese
In questa lista sono raccolti i calciatori che hanno rappresentato in almeno una partita la Nazionale saarlandese, la quale giocò 19 partite tra il 1950 e il 1956.
| Nome                  | Presenze | Reti | Esordio | Ultima partita |
| --------------------- | -------- | ---- | ------- | -------------- |
| Fritz Altmeyer        | 6        | 3    | 1954    | 1956           |
| Jakob Balzert         | 6        | 0    | 1951    | 1953           |
| Karl Berg             | 9        | 1    | 1950    | 1955           |
| Nikolaus Biewer       | 11       | 0    | 1950    | 1954           |
| Hans Bild             | 2        | 0    | 1950    | 1951           |
| Herbert Binkert       | 12       | 6    | 1951    | 1956           |
| Horst Borcherding     | 3        | 0    | 1954    | 1956           |
| Kurt Clemens          | 10       | 0    | 1950    | 1956           |
| Manfred Ebert         | 2        | 0    | 1956    | 1956           |
| Werner Emser          | 3        | 1    | 1954    | 1954           |
| Ewald Follmann        | 3        | 1    | 1950    | 1955           |
| Helmut Fottner        | 2        | 0    | 1953    | 1954           |
| Günter Herrmann       | 1        | 0    | 1956    | 1956           |
| Dieter Honnecker      | 1        | 0    | 1956    | 1956           |
| Franz Immig           | 3        | 0    | 1951    | 1952           |
| Ladislav Jirasek      | 1        | 0    | 1954    | 1954           |
| Albert Keck           | 10       | 0    | 1953    | 1956           |
| Horst Klauck          | 1        | 0    | 1954    | 1954           |
| Peter Krieger         | 4        | 1    | 1955    | 1956           |
| Karl-Heinz Kunkel     | 1        | 0    | 1956    | 1956           |
| Gerd Lauck            | 5        | 0    | 1955    | 1956           |
| Erich Leibenguth      | 5        | 5    | 1950    | 1952           |
| Herbert Martin        | 17       | 6    | 1950    | 1956           |
| Peter Momber          | 10       | 1    | 1950    | 1956           |
| Herman Monter         | 2        | 0    | 1954    | 1955           |
| Hans Neuerburg        | 1        | 0    | 1956    | 1956           |
| Robert Niederkirchner | 1        | 1    | 1954    | 1954           |
| Werner Otto           | 6        | 1    | 1952    | 1954           |
| Waldemar Philippi     | 18       | 0    | 1950    | 1956           |
| Werner Prauss         | 1        | 0    | 1956    | 1956           |
| Theodor Puff          | 12       | 0    | 1951    | 1956           |
| Walter Riedschy       | 1        | 0    | 1955    | 1955           |
| Karl Ringel           | 2        | 1    | 1956    | 1956           |
| Karl Schirra          | 6        | 0    | 1950    | 1954           |
| Heinrich Schmidt      | 1        | 0    | 1950    | 1950           |
| Gerhard Siedl         | 16       | 4    | 1951    | 1956           |
| Willi Sippel          | 4        | 0    | 1954    | 1955           |
| Heinz Schussig        | 3        | 0    | 1952    | 1955           |
| Erwin Strempel        | 14       | 0    | 1950    | 1956           |
| Heinz Vollmar         | 4        | 4    | 1955    | 1956           |
| Erwin Wilhelm         | 1        | 0    | 1951    | 1951           |
| Ernst Zägel           | 1        | 0    | 1956    | 1956           |